# 파인시 밋첼

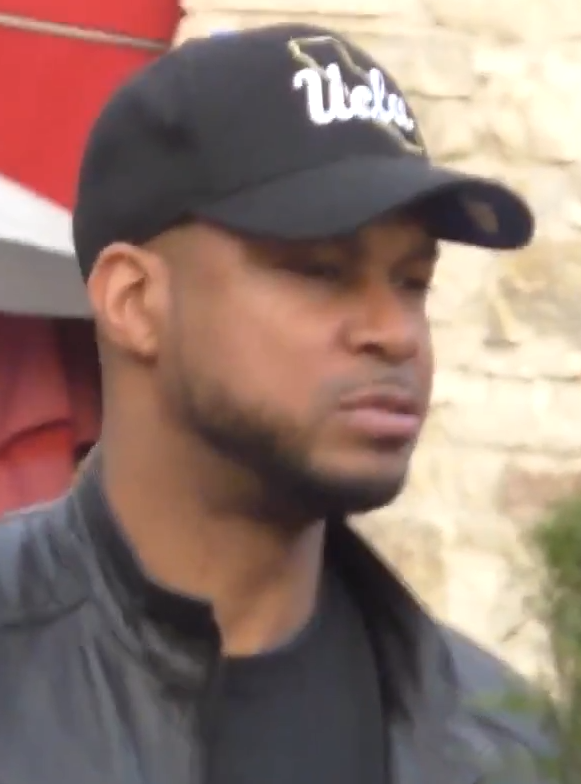

피네스 미첼(Finesse Mitchell, 1972년 6월 12일 ~ )은 미국의 배우이다.
애틀랜타에서 태어났다.

## 영화
- 매드 패밀리즈 (2017년)
- 매드 머니 (2008년) - 숀 역
- 더 컴백스 (2007년)
- 후즈 유어 캐디? (2007년) - 드레드 역